# Atac aeri a Bari
L’atac aeri a Bari (alemany: Luftangriff auf den Hafen von Bari, italià: Bombardamento di Bari) va ser un atac aeri de bombarders alemanys contra les forces i els vaixells aliats a Bari, Itàlia, el 2 de desembre de 1943, durant la Segona Guerra Mundial. 105 bombarders alemanys Junkers Ju 88 de la Luftflotte 2 van aconseguir la sorpresa i van bombardejar la navegació i el personal que operava en suport de la campanya aliada italiana, enfonsant 27 vaixells de càrrega i transport, així com una goleta, al port de Bari.
L'atac va durar una mica més d'una hora i va deixar fora de servei el port fins al febrer de 1944. L'alliberament de gas mostassa d'un dels vaixells de càrrega naufragats va augmentar la pèrdua de vides. Els governs britànic i nord-americà van tapar la presència del gas mostassa i els seus efectes sobre les víctimes de l'atac.

## Fons
A principis de setembre de 1943, coincidint amb la invasió aliada d'Itàlia, Itàlia es va rendir als aliats en l'armistici de Cassibile i va canviar de bàndol, però la República Social Italiana al centre i nord d'Itàlia va continuar la guerra al costat de l'Eix. L'11 de setembre de 1943, el port de Bari, al sud d'Itàlia, va ser pres sense oposició per la 1a Divisió Aerotransportada britànica. El port va ser utilitzat pels aliats per desembarcar municions, subministraments i provisions dels vaixells al port per a les forces aliades que avançaven cap a Roma i per expulsar les forces alemanyes de la península italiana.
Bari tenia defenses antiaèries inadequades; no hi havia cap esquadron d'avions de caça de la Royal Air Force (RAF), i els caces dins del seu abast eren assignats per a les tasques d'escorta o ofensives, no de defensa del port. Les defenses terrestres eren igualment ineficaces.
Poc es va pensar en la possibilitat d'un atac aeri alemany a Bari, perquè es creia que la Luftwaffe a Itàlia s'estira massa prim per fer un atac seriós. La tarda del 2 de desembre de 1943, el mariscal de l'aire Sir Arthur Coningham, comandant de la Força Aèria Tàctica del Nord-oest d'Àfrica, va celebrar una conferència de premsa on va declarar que els alemanys havien perdut la guerra aèria. "Consideraria com un insult personal que l'enemic enviés ni un avió per sobre de la ciutat". Això va ser malgrat que els atacs aeris alemanys del KG 54, KG 76 i altres unitats havien colpejat la zona portuària de Nàpols quatre vegades el mes anterior i van atacar altres objectius mediterranis.
Trenta vaixells de matrícula nord-americana, britànica, polonesa, noruega i holandesa estaven al port de Bari el 2 de desembre. La ciutat portuària contigua tenia una població civil de 250.000 habitants. El port es va il·luminar la nit de l'atac per agilitzar la descàrrega de subministraments per a la batalla de Monte Cassino i estava treballant a ple rendiment.

## Raid
La tarda del 2 de desembre, el pilot de la Luftwaffe Werner Hahn va fer un vol de reconeixement sobre Bari en un Me 210. El seu informe va fer que Albert Kesselring ordenés l'atac; Kesselring i el seu personal havien considerat abans els aeròdroms aliats a Foggia com a objectius, però la Luftwaffe no tenia els recursos per a aquest atac. El generalfeldmarschall Wolfram von Richthofen —que comandava la Luftflotte 2— havia suggerit Bari com a alternativa. Richthofen creia que paralitzar el port podria frenar l'avanç del Vuitè Exèrcit britànic i li va dir a Kesselring que l'únic avió disponible eren els seus bombarders Junkers Ju 88A-4. Richthofen va pensar que podria ser possible una incursió de 150 Ju 88, però només hi havia 105 bombarders disponibles, alguns del KG 54. La majoria dels avions havien de volar des dels aeròdroms italians, però Richthofen volia utilitzar-ne uns quants des de Iugoslàvia amb l'esperança que els aliats es poguessin enganyar pensant que la missió s'originava des d'allà i dirigir malament els atacs de represàlia. Els pilots del Ju 88 van rebre l'ordre de volar cap a l'est fins al mar Adriàtic, després girar cap al sud i l'oest, ja que es pensava que les forces aliades esperaven que qualsevol atac vingués del nord.

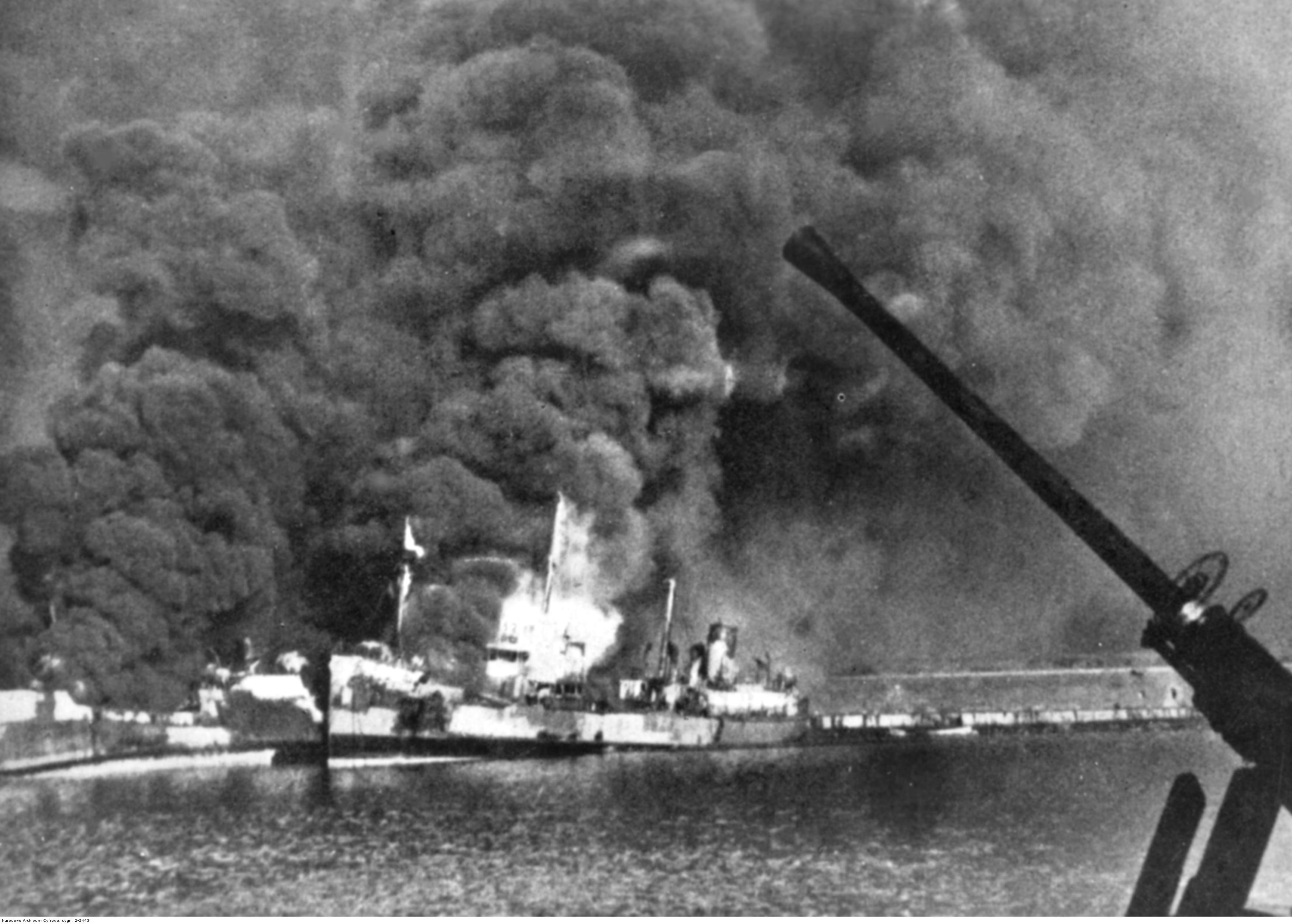
Els vaixells aliats cremen durant l'atac.

L'atac es va obrir a les 19:25, quan dos o tres avions alemanys van donar la volta al port a 3.000 m i van deixar caure Düppel (tires d'alumini) per confondre el radar aliat. També van llançar bengales, que no eren necessàries perquè el port estava ben il·luminat. La força de bombarders alemanya va sorprendre els defensors i va poder bombardejar el port amb gran precisió. Els cops a dos vaixells de munició van provocar explosions que van trencar les finestres a 11 km de distància. Un gasoducte a granel en un moll va ser tallat i el combustible que brollava es va encendre. Una làmina de combustible ardent es va estendre per gran part del port, engolint vaixells sense danys.
Vint-i-vuit vaixells mercants carregats amb més de 34.000 tones de càrrega van ser enfonsats o destruïts; tres vaixells que transportaven 7.500 tones es van salvar posteriorment. Dotze vaixells més van ser danyats. El port va estar tancat durant tres setmanes i només es va restablir a ple funcionament el febrer de 1944. Tots els submarins amb base a Bari no van resultar danys, els seus exteriors resistents van poder resistir l'atac alemany.
| Nom               | Bandera                    | Tipus                   | GRT o Desplaçament    | Status     | Notes |
| ----------------- | -------------------------- | ----------------------- | --------------------- | ---------- | --- |
| Ardito            | Regne d'Itàlia (1861–1946) |                         | 3.732                 | Enfonsat   | |
| Argo              | Regne d'Itàlia (1861–1946) | Coaster                 | 526                   | Danyat     | |
| Aube              | França                     | Vaixell càrrega         | 1.055                 | Enfonsat   | |
| Barletta 1931     | Regne d'Itàlia (1861–1946) | Auxiliary cruiser       | 1.975                 | Enfonsat   | Quaranta-quatre tripulants morts. Quatre homes de la tripulació militaritzada van morir en acció i quatre homes van resultar ferits. La tripulació militar tenia vint-i-dos homes morts en combat, catorze desapareguts en acció i quaranta ferits. Recuperat el 1948-1949 i reparat. |
| Bicester          | Regne Unit                 | Destructor              | 1.050                 | Danyat     | |
| Bollsta 1924      | Noruega                    | Vaixell càrrega         | 1.832                 | Enfonsat   | Recuperat el 1948, reparat i tornat al servei com a Stefano M. |
| Brittany Coast    | Regne Unit                 | Vaixell càrrega         | 1.389                 | Danyat     | |
| Cassala           | Regne d'Itàlia (1861–1946) | Vaixell càrrega         | 1.797                 | Total loss | |
| Corfu 1907        | Regne d'Itàlia (1861–1946) | Vaixell càrrega         | 1.409                 | Total loss | |
| Crista            | Regne Unit                 | Vaixell càrrega         | 1.389                 | Danyat     | |
| Dagö              | Letònia                    | Vaixell càrrega         | 1.996                 | Danyat     | |
| Devon Coast       | Regne Unit                 | Coaster                 | 646                   | Enfonsat   | |
| Fort Athabasca    | Regne Unit                 | Fort ship               | 7.132                 | Enfonsat   | |
| Fort Lajoie       | Regne Unit                 | Fort ship               | 7.134                 | Enfonsat   | |
| Frosinone         | Regne d'Itàlia (1861–1946) | Vaixell càrrega         | 5,202                 | Enfonsat   | |
| Genespesca II     | Regne d'Itàlia (1861–1946) | Vaixell càrrega         | 1,628                 | Enfonsat   | |
| Goggiam           | Regne d'Itàlia (1861–1946) | Vaixell càrrega         | 1.934                 | Total loss | |
| Grace Abbott      | Estats Units d'Amèrica     | Vaixell de la llibertat | 7.191                 | Danyat     | |
| Inaffondabile     | Regne d'Itàlia (1861–1946) | Goleta                  | Unknown               | Enfonsat   | |
| John Bascom       | Estats Units d'Amèrica     | Vaixell de la llibertat | 7.176                 | Enfonsat   | Quatre tripulants, deu guàrdies armats morts. Destrucció el 1948. |
| John Harvey       | Estats Units d'Amèrica     | Vaixell de la llibertat | 7.177                 | Enfonsat   | Càrrega de bombes de gas Mostassa. Trenta-sis tripulants, deu soldats, vint guàrdies armats morts. Destruit el 1948. |
| John L. Motley    | Estats Units d'Amèrica     | Vaixell de la llibertat | 7.176                 | Enfonsat   | Càrrega de munició. Trenta-sis tripulants, vint-i-quatre guàrdies armats morts. |
| John M. Schofield | Estats Units d'Amèrica     | Vaixell de la llibertat | 7.181                 | Danyat     | |
| Joseph Wheeler    | Estats Units d'Amèrica     | Vaixell de la llibertat | 7.176                 | Enfonsat   | Vint-i-sis tripulants, quinze guàrdies armats morts. Destruït el 1948. |
| Lars Kruse        | Regne Unit                 | Vaixell càrrega         | 1.807                 | Enfonsat   | Dinou tripulants morts. |
| Lom 1920          | Noruega                    | Vaixell càrrega         | 1.268                 | Enfonsat   | Quatre tripulants morts. |
| Luciano Orlando   | Regne d'Itàlia (1861–1946) | Vaixell càrrega         | Desconegut            | Enfonsat   | |
| Lwów              |                            | Vaixell càrrega         | 1.409                 | Enfonsat   | |
| Lyman Abbott      | Estats Units d'Amèrica     | Vaixell de la llibertat | 7.176                 | Danyat     | |
| MB 10             | Regne d'Itàlia (1861–1946) | Vaixell armat           | 13 tones desplaçament | Enfonsat   | |
| Norlom            | Noruega                    | Vaixell càrrega         | 6.326                 | Enfonsat   | Six crew killed. Refloated novembre 1946, scrapped 1947. |
| Odysseus          | Països Baixos              | Vaixell càrrega         | 1.057                 | Danyat     | |
| Porto Pisano      | Regne d'Itàlia (1861–1946) | Coaster                 | 226                   | Enfonsat   | |
| Puck              | Polònia                    | Vaixell càrrega.        | 1.065                 | Enfonsat   | |
| Samuel J. Tilden  | Estats Units d'Amèrica     | Vaixell de la llibertat | 7.176                 | Enfonsat   | Ten crewmen, fourteen U.S. soldiers, three British soldiers killed. Wreck scrapped in 1948. |
| Testbank          | Regne Unit                 | Vaixell càrrega         | 5.083                 | Enfonsat   | Seventy crew killed. |
| Vest              | Noruega                    | Vaixell càrrega         | 5.074                 | Danyat     | |
| Vienna            | Regne Unit                 | Depot ship              | 4.227                 | Danyat     | |
| Volodda           | Regne d'Itàlia (1861–1946) | Vaixell càrrega         | 4.673                 | Enfonsat   | |
| Zetland           | Regne Unit                 | Destructor              | 1.050                 | Danyat     | |

## John Harvey
Un dels vaixells destruïts, el vaixell Liberty dels EUA John Harvey, portava una càrrega secreta de 2000 bombes de gas mostassa M47A1, cadascuna amb 27-32 Kg de l'agent. Segons l'historiador de la Royal Navy Stephen Roskill, la càrrega havia estat enviada a Europa per a un possible ús de represàlia si Alemanya duia a terme la seva suposada amenaça d'utilitzar la guerra química a Itàlia. La destrucció de John Harvey va provocar que la mostassa líquida de sofre de les bombes s'aboqués a les aigües ja contaminades pel petroli dels altres vaixells danyats. Els nombrosos mariners que havien abandonat els seus vaixells a l'aigua es van cobrir amb la barreja d'oli, que proporcionava un dissolvent ideal per a la mostassa de sofre. Una mica de mostassa es va evaporar i es va barrejar amb els núvols de fum i flames. Els ferits van ser trets de l'aigua i enviats a instal·lacions mèdiques el personal de les quals no coneixia el gas mostassa. El personal mèdic es va centrar en el personal amb lesions per explosió o incendi i es va prestar poca atenció als que només estaven coberts d'oli. Moltes lesions causades per l'exposició prolongada a baixes concentracions de mostassa podrien haver-se reduït amb el bany o un canvi de roba.
En un dia, els primers símptomes d'intoxicació per mostassa havien aparegut en 628 pacients i personal mèdic, incloent ceguesa i cremades químiques. Aquest desenvolupament desconcertant es va complicar encara més amb l'arribada de centenars de civils italians que també buscaven tractament, que havien estat enverinats per un núvol de vapor de mostassa de sofre que havia volat sobre la ciutat quan una part de la càrrega de John Harvey va explotar. A mesura que la crisi mèdica va empitjorar, es va disposar de poca informació sobre el que estava causant els símptomes, perquè el comandament militar nord-americà volia mantenir en secret la presència de municions químiques als alemanys. Gairebé tots els tripulants de John Harvey havien estat assassinats, i no estaven disponibles per explicar la causa de l'olor " a l'all " observada pel personal de rescat.
Informat sobre els misteriosos símptomes, el cirurgià general adjunt Fred Blesse va enviar a buscar el tinent coronel Stewart Francis Alexander, un expert en guerra química. Comptant acuradament les ubicacions de les víctimes en el moment de l'atac, Alexander va localitzar l'epicentre fins a John Harvey i va confirmar el gas mostassa com a agent responsable quan va localitzar un fragment de la carcassa d'una bomba M47A1 dels EUA.
A finals de mes, 83 de les 628 víctimes militars hospitalitzades havien mort. El nombre de víctimes civils, que es pensava que havia estat encara més gran, no es va poder mesurar amb precisió, ja que la majoria havien marxat de la ciutat per buscar refugi amb familiars.
Una causa addicional de contaminació amb mostassa és suggerida per George Southern, l'únic supervivent de la incursió que ha escrit sobre això. L'enorme explosió de John Harvey, possiblement simultàniament amb un altre vaixell de municions, va enviar a l'aire grans quantitats d'aigua oliosa barrejada amb mostassa, que va caure com la pluja sobre els homes que estaven a coberta en aquell moment. Això va afectar les tripulacions de la Hunt-class destructors HMS Zetland i HMS Bicester. Ambdós vaixells van resultar danyats per la força de l'explosió i havien patit baixes. Després d'allunyar els destructors dels vaixells cremats i remolcar el petrolier La Drome lluny dels incendis, els vaixells van rebre ordres de navegar cap a Tàrent. Van passar per davant de naufragis en flames, i el líder de la flotilla, Bicester, havia de seguir Zetland, perquè el seu equip de navegació estava danyat. Alguns supervivents van ser recollits de l'aigua a l'entrada del port per Bicester. Quan va saltar l'alba, es va fer evident que les brúixoles magnètiques i del giroscopi havien adquirit grans errors, la qual cosa requeria una correcció de rumb considerable. Aleshores van començar a aparèixer els símptomes d'intoxicació per gas mostassa. Quan van arribar a Tàrent, cap dels oficials ' Bicester podia veure prou bé com per navegar el vaixell fins al port, de manera que s'havia de buscar ajuda des de la costa.

### Encobriment
Un membre del personal mèdic del comandant suprem aliat, general Dwight D. Eisenhower, el doctor Stewart F. Alexander, va ser enviat a Bari després de l'atac. Alexander s'havia entrenat a l’Edgewood Arsenal de l'exèrcit a Maryland i estava familiaritzat amb alguns dels efectes del gas mostassa. Tot i que no va ser informat de la càrrega transportada per John Harvey, i la majoria de les víctimes van patir símptomes atípics causats per l'exposició a la mostassa diluïda en aigua i oli (a diferència de l'aire), Alexander va concloure ràpidament que hi havia gas mostassa. Tot i que no va poder obtenir cap reconeixement de la cadena de comandament, Alexander va convèncer els metges per tractar els pacients per l'exposició al gas mostassa i va salvar moltes vides com a resultat. També va conservar moltes mostres de teixit de víctimes autopsiades a Bari. Després de la Segona Guerra Mundial, aquestes mostres donarien com a resultat el desenvolupament d'una forma primerenca de quimioteràpia a base de mostassa, Mustine.
L'Alt Comandament Aliat va suprimir les notícies de la presència de gas mostassa, en cas que els alemanys creguessin que els aliats s'estaven preparant per utilitzar armes químiques, tement que pogués provocar-los un ús preventiu. La presència de múltiples testimonis va provocar una reavaluació d'aquesta postura i el febrer de 1944, els caps d'estat major dels EUA van emetre un comunicat en què admetien l'accident i subratllaven que els EUA no tenien cap intenció d'utilitzar armes químiques excepte en el cas de represàlies.
El general Dwight D. Eisenhower va aprovar l'informe del Dr. Alexander. Winston Churchill, però, va ordenar que tots els documents britànics fossin purgats. Les morts per gas mostassa es van descriure com "cremades a causa de l'acció de l'enemic".
Els registres nord-americans de l'atac van ser desclassificats el 1959, però l'episodi va romandre obscur fins al 1967 quan l'autor Glenn B. Infield va publicar el llibre Disaster at Bari. El 1986, el govern britànic va admetre als supervivents de l'atac de Bari que havien estat exposats a gas verí i va modificar els seus pagaments de pensions. El 1988, gràcies als esforços de Nick T. Spark, el senador nord-americà Dennis DeConcini i el senador nord-americà Bill Bradley, el doctor Alexander va rebre el reconeixement del cirurgià general de l'exèrcit dels Estats Units per les seves accions després del desastre de Bari. La informació d'Alexander va contribuir a la quimioteràpia de Cornelius P. Rhoads per al càncer i Alexander va rebutjar l'oferta de Rhoads de treballar a l’Institut Sloan Kettering.
A la seva obra autobiogràfica Destroyer Captain, publicada l'any 1975 per William Kimber & Co, el tinent comandant Roger Hill descriu el reabastament de combustible HMS Grenville a Bari poc després de l'atac. Descriu els danys causats i detalla com un vaixell carregat de gas mostassa va arribar al port a causa dels informes d'intel·ligència que considerava "increïbles".

## Conseqüències
Una investigació va exonerar Sir Arthur Coningham de la negligència en la defensa del port, però va trobar que l'absència d'atacs aeris anteriors havia portat a la complaença.
"" "0">